# Luzmila Carpio

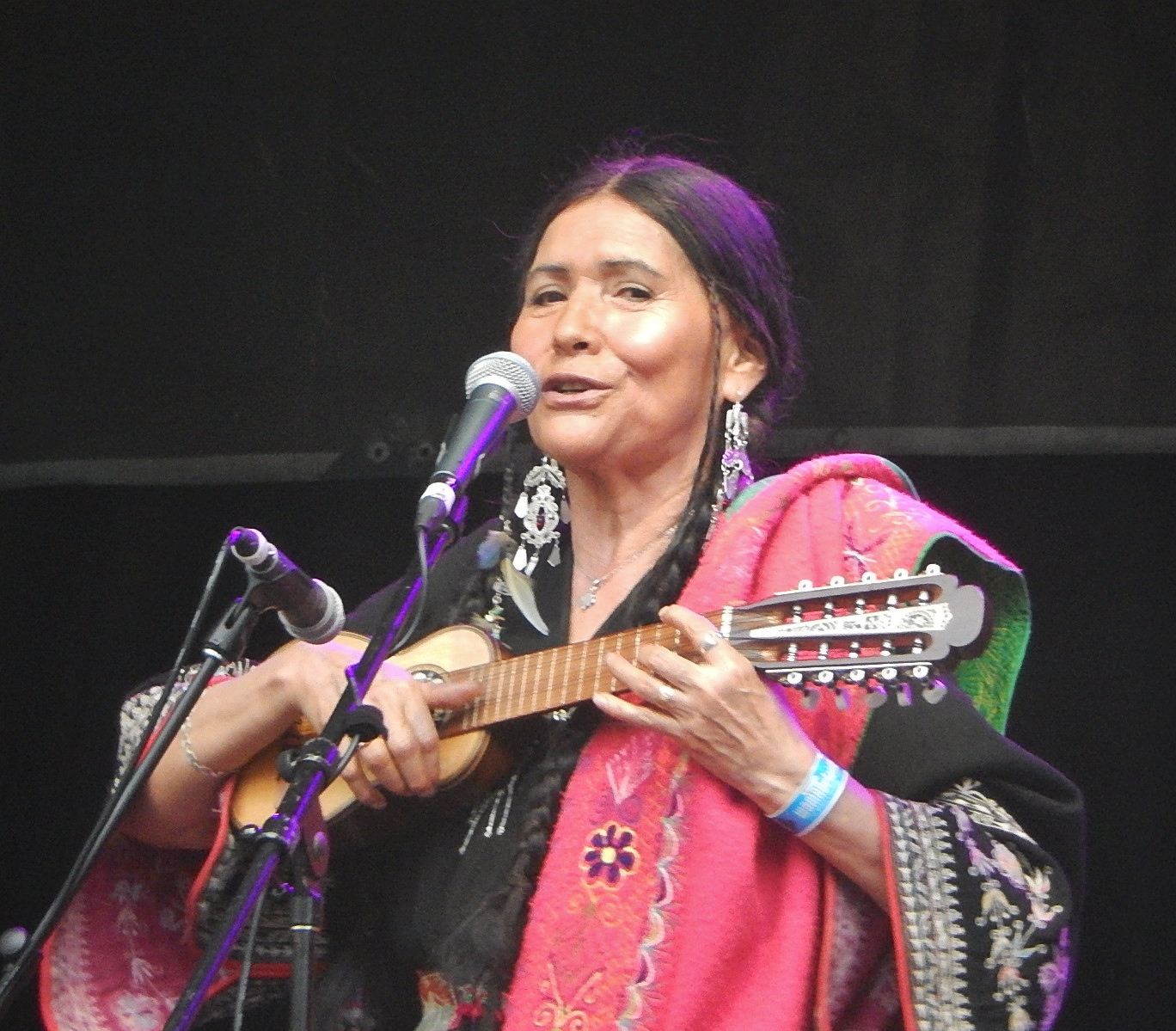

Luzmila Carpio (Qala Qala, 1949) is een Boliviaans folkzangeres, songwriter, musicus, activist en voormalig ambassadeur.

## Biografie
Carpio werd geboren in Qala Qala, een arm, agrarisch dorpje in de Boliviaanse hoogvlakte. Carpio, die van Quechua-Aymara afkomst is,  groeide er op met de Quechua-taal en met oude volksverhalen en volksliedjes. In deze streek was zingen onderdeel van het dagelijks leven, men zong tijdens activiteiten als zaaien en oogsten. Carpio luisterde als kind graag naar zangvogels en imiteerde hun gezang.
De Quechua-Aymara taal en cultuur zijn oud en gaan tenminste terug tot de Inca's. Het is een cultuur gebaseerd op respect voor de aarde en de natuur, de zon en de maan, de bergen en de zee, de planten en de dieren. Pachamama (Moeder Aarde) en Inti (de Zonnegod) zijn belangrijke Goden in deze cultuur.
De Quechua taal, cultuur en bevolking werden lang gediscrimineerd en gemarginaliseerd. In Carpio's jeugd was Spaans de enige officiële taal in Bolivia, en Quechua werd geweerd van radio en tv.
Op haar 11e reisde Carpio af naar de stad Oruro om een liedje te zingen voor de lokale radio. Haar deelname werd geweigerd toen bleek dat ze in het Quechua zong. Ze leerde daarna Spaans en zong enige jaren in het Spaans. Op haar 15e werd ze zangeres van Los Provincianos, een groep die zowel in het Spaans als in het Quechua zong. Daarna zou ze voornamelijk in het Quechua zingen en opnemen.
Carpio werd in Bolivia en internationaal een voorvechter van de taal, cultuur en rechten van de Quechua-Aymara bevolking en de inheemse Andesvolken. Ook streed ze voor de positie van vrouwen.
In de jaren 1980 verhuisde Carpio naar Frankrijk.
In de jaren 1990 werkte ze mee aan een project van UNICEF met de naam Yayay Jap’ina. Het doel van dit project was om inheemse volken te leren lezen en schrijven in hun eigen oorspronkelijke taal. Ook was het project erop gericht om de Quechua taal in stand te houden en te promoten. Carpio nam cassettes op met traditionele en originele songs in de Quechua taal. Deze werden gratis verspreid onder bibliotheken in honderden dorpen.
In 2006 werd Carpio door president Eva Morales benoemd door Bolivia's ambassadeur in Frankrijk, ze vervulde deze functie tot 2010.
In 2015 werden Carpio's Yayay Jap’ina opnamen opnieuw uitgebracht, door het in elektronische muziek gespecialiseerde Franse platenlabel Almost Musique. Kort daarna bracht het Amerikaans-Argentijnse folktronica platenlabel ZZK een remix-album uit, met medewerking van diverse muziekproducenten. Voor haar album Inti Watana – El Retorno Del Sol (2023) werkte Carpio samen met de Argentijnse muziekproducent Leonardo Martinelli, die eerder meewerkte aan het remixalbum.

## Thematiek
Carpio's teksten zijn een mix van traditionele en moderne thema's. Haar songs kunnen gaan over traditionele thema's als ceremoniële rituelen, vruchtbaarheid, genezing, een gebed voor regen of het vieren van de oogst.
Met name respect voor de natuur (of Pachamama, Moeder Aarde) is een belangrijk thema in haar werk. Ze bracht odes aan vogels, de maan en de aarde, en zong over wat vogels en de natuur ons te vertellen hebben.
In haar teksten sprak ze zich daarnaast uit over kwesties als de emancipatie van vrouwen, raciale segregatie, natuurbescherming en pogingen de drinkwatervoorziening te privatiseren.

## Muziekstijl
Ook haar muziekstijl is een mix van traditioneel en modern, en sterk geïnspireerd door de natuur.
Carpio laat zich begeleiden door traditionele instrumenten als charango, quena en panfluit. Maar ze nam ook muziek op met musici uit uiteenlopende genres als jazz, klassiek, elektronica en heavy metal. Op haar album Inti Watana – El Retorno Del Sol (2023), een samenwerking met muziekproducent Leonardo Martinelli, combineerde ze folkmuziek met elektronische beats, synthesizers en ambientklanken.
Carpio imiteert vogelgeluiden en melodieën van zangvogels en verwerkt soms samples van vogelgeluiden in haar muziek. Ook laat ze soms muziekinstrumenten natuurgeluiden imiteren, zoals een fluit die stromend water imiteert. Soms neemt ze buiten muziek op, in dialoog met de bomen, de wind en de oceaan.
Carpio staat bekend om haar hoge stem, die soms wordt vergeleken met een fluittoon of met een viool. Allmusic schreef dat Carpio's stem "oneindig expressief" is en "vaak verbluffend", en dat maar weinig zangers kunnen tippen aan haar bereik en beheersing.

## Erkenning en waardering
Carpio werd omschreven als "een van de meest gerespecteerde Zuid-Amerikaanse artiesten" (Songlines) en "een van de meest prominente inheemse zangers uit Latijns-Amerika" (Rolling Stone).
El Pais schreef dat Carpio's werk een belangrijke bijdrage leverde aan de toename van het bewustzijn onder de Quechua en Aymara bevolking. Een beweging die uiteindelijk leidde tot de verkiezing van Evo Morales in 2006 (Bolivia's eerste president uit een inheemse bevolkingsgroep), en tot de naamswijziging van het land naar Plurinationale Staat Bolivia in 2009.
Rolling Stone nam Yuyay Jap’Ina Tapes op in de 10 Best Latin Albums van 2015, en Inti Watana in de lijst van 50 Best Spanish-Language Albums of 2023. Datzelfde album bereikte de nummer 1 positie in de Transglobal World Music Chart, een lijst die wordt samengesteld door muziekjournalisten.

#### Prijzen en onderscheidingen
- 2000: Diapason d'or voor het album Kuntur Mallku (The Messenger)[21]
- 2011: benoemd tot Grootofficier in de Nationale Orde van Verdienste van Frankrijk[14]
- 2024: Songlines Music Award in de categorie Americas[10]

## Discografie (selectie)
- Luzmila Carpio (1970)
- Sumaj Llajta (1981)
- Chants Quechuas De Bolivie (1988)
- Yayay Jap’ina (1994)
- Kuntur Mallku – The Messenger (1999)
- Reina Del Folklore 1970 – 1971 (1999)
- Arawi: The Spirit of the Andes (2004)
- Songs of the Earth and Stars (2003)
- Yayay Jap’ina Tapes (1994, heruitgave)
- Luzmila Carpio Remixed (meets ZZK) (2015)
- Inti Watana – El Retorno Del Sol (2023)